# Езерский, Павел Семёнович
Павел Семёнович Езерский (псевдоним — Николай Билецкий; 1896—1919) — профессиональный революционер, участник Гражданской войны, член Гомельского ревкома, журналист.

## Биография

Павел с матерью и сёстрами; Москва, 1902-1903 годы

Павел родился в Санкт-Петербурге 7 декабря 1896 года в семье военного С. И. Езерского, крещен 13 января 1897 года в церкви лейб-гвардии Егерского полка. Был первым сыном во втором браке Семена Езерского с Мери Карловной Берг.
В августе 1905 года поступил в первый петербургской класс гимназии Карла Мая и окончил полный курс (8 классов) в 1913 году, показав при отличном поведении хорошие результаты. 19 июня 1913 года Павел подал прошение о поступлении в число студентов Юридического факультета Санкт-Петербургского университета и был зачислен 25 июня. 3 сентября 1914 года он подал прошение об увольнении из Университета для поступления вольноопределяющимся для отбывания воинской повинности и был уволен 5 сентября. 16 сентября 1914 года подал прошение о повторном поступлении в число студентов Юридического факультета Петроградского университета и был зачислен 18 сентября.
21 сентября 1915 года Павел подал прошение о переводе документов из университета в Николаевское инженерное училище (Михайловский замок) для поступления в него в качестве юнкера. Был уволен из университета 12 февраля 1916 года в связи с поступлением в Николаевское инженерное училище. Закончил ускоренные курсы и в сентябре 1916 года был отправлен на Северо-Западный фронт младшим офицером-сапёром. Во время Февральской революции 1917 года Павел — прапорщик 3-й Особой пехотной дивизии в Двинске.
После Февральской революции Павел перешел в политику, вступил в ряды РСДРП(б). В дни Октябрьской революции — член полкового комитета. Отказался от своего родового имени и стал именовать себя как Николай Станиславович Билецкий. Именно под этим именем вошёл в историю революционного движения.
С января 1918 года Павел — сотрудник Отдела законодательных предложений Наркомата юстиции РСФСР. В начале 1918 года вместе с правительством переехал из Петрограда в Москву. В июле 1918 года добровольцем ушёл на фронт, участвовал в подавлении контрреволюционного мятежа чехословацкого корпуса, в освобождении Казани. С января 1919 года находился в Гомеле, был организатором и редактором большевистской газеты «Известия Ревкома г. Гомеля и уезда», на страницах которой выступал с публицистическими статьями. Член Гомельского городского комитета РКП(б) и Гомельского городского Совета, возглавлял организацию журналистов в Гомеле, преподавал в партшколе.
Во время контрреволюционного Стрекопытовского мятежа 1919 года после суточного вооружённого сопротивления Павел был схвачен и расстрелян 26 марта мятежниками. Уходя на казнь, он сказал:

«Передайте привет оставшимся товарищам и скажите им, что мы с честью погибли на своём посту. Пусть они продолжают свою работу».

П. С. Езерский (Н. С. Билецкий) похоронен в Гомеле в братской могиле гомельских коммунаров.

## Память

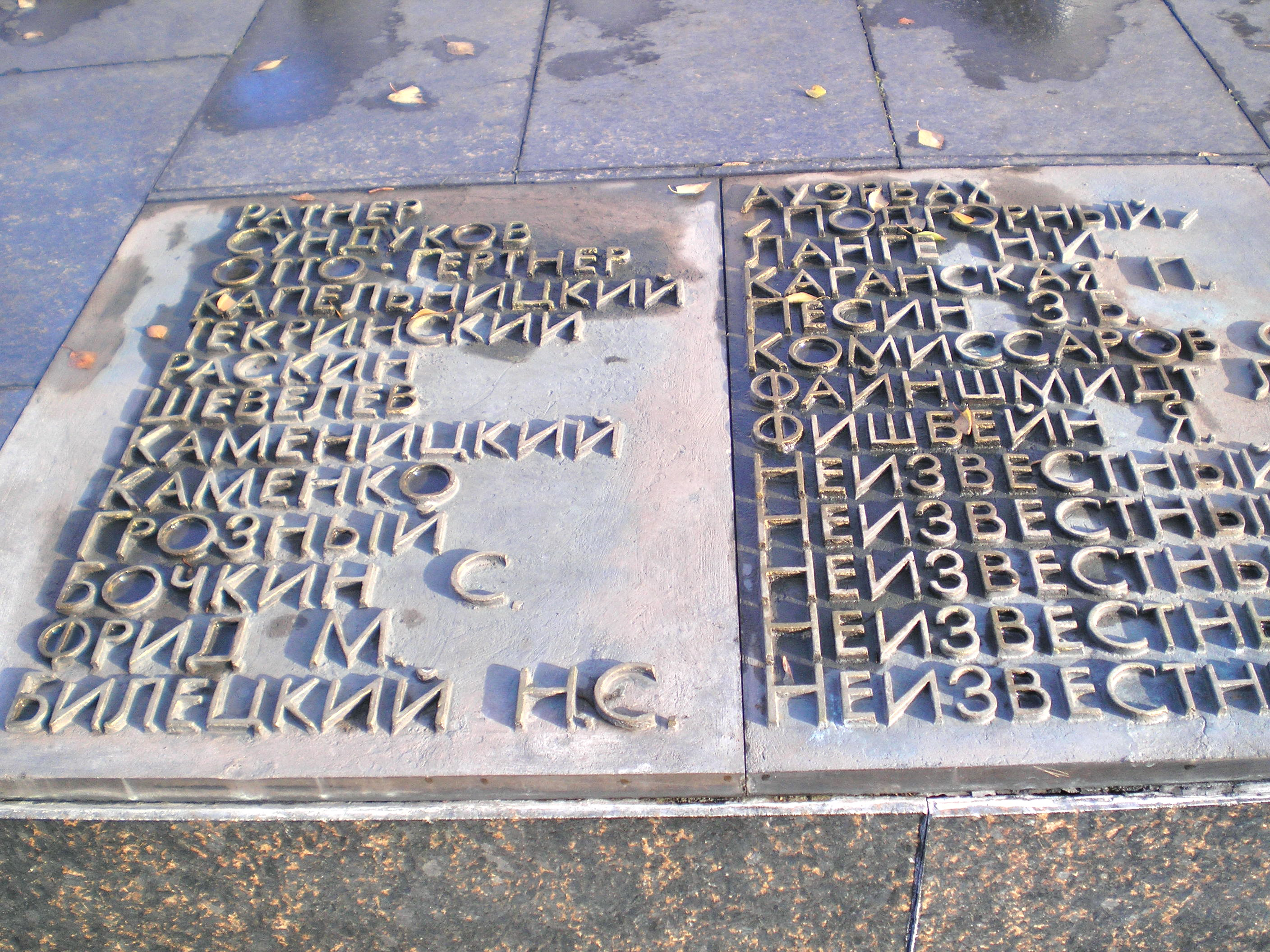
Мемориальная плита на могиле коммунаров. Надпись Билецкий Н.С.

- Именем Н. С. Билецкого названа улица в Гомеле[2].
- В ЦГИА СПб имеются документы, относящиеся к П. С. Езерскому (фонд 14, опись 3, дело 65422).